# Huperzia dacrydioides
Huperzia dacrydioides là một loài thực vật có mạch trong Họ Thạch tùng. Loài này được (Baker) Pic. Serm. mô tả khoa học đầu tiên năm 1968.